# Kloster Varennes
Das Kloster Varennes (Varenae) ist eine ehemalige Zisterzienserabtei in der Gemeinde Fougerolles im Département Indre, Region Centre-Val de Loire, in Frankreich. Es lag rund 10 km westlich von La Châtre und 9 km östlich von Neuvy-Saint-Sépulchre am Fluss Gourdon.

## Geschichte
Das Kloster wurde 1148 von Fürst Ebbe II. von Déols auf den Ruinen einer älteren Benediktinerniederlassung gestiftet. Es war ein Tochterkloster von Kloster Vauluisant aus der Filiation von Cîteaux. Die Krisenzeiten des Hundertjährigen Kriegs und der Religionskriege scheint es ohne größere Schäden überstanden zu haben. In der Französischen Revolution wurde es aufgelöst und anschließend landwirtschaftlich genutzt. Von 1901 bis 1920 war es ein Treffpunkt für verschiedene Künstler und Literaten wie André Maurois und Roger Martin du Gard.

## Bauten und Anlage
Erhalten sind das vierjochige Mittelschiff der kreuzförmigen Kirche aus dem 12. Jahrhundert, einer dreischiffigen Anlage mit ursprünglich gerade geschlossenem Chor, aber (nach den Plänen) ohne Seitenapsiden, das Abtshaus aus dem 17. Jahrhundert (beide als „Monument historique“ klassifiziert), das Dormitorium der Konversen aus dem 13. Jahrhundert, im 18. Jahrhundert zum Haus des Priors umgebaut, das Refektorium aus dem 13. Jahrhundert (seit dem 18. Jahrhundert Stallung), Reste des Kreuzgangs aus dem 13. Jahrhundert. Die Konventsgebäude liegen rechts (südlich) von der Kirche.